# Ninkō
Ninkō (仁孝, 16 de Março de 1800 – 21 de Fevereiro de 1846) foi o 120º imperador do Japão, na lista tradicional de sucessão. Reinou de 1817 a 1846 e o seu nome de nascimento foi Ayahito.

## Genealogia
Antes de sua ascensão ao trono do Crisântemo, o seu nome pessoal foi Ayahito. Ninkō era o quarto filho do imperador Kōkaku.  Ele tinha sete filhos e filhas de oito diferentes concubinas, mas só o futuro imperador Kōmei, a princesa Sumiko e princesa Chikako sobreviveram à idade adulta. 

## Vida
Ele reinou a partir de 31 de outubro de 1817 a 21 de fevereiro de 1846.
Ninkō foi apontado como príncipe herdeiro, em 1809, sendo adotado pela esposa de seu pai (chūgū), Princesa Imperial Yoshiko, também conhecido como Shin-Seiwa-in. Ninkō foi Imperador em 1817 após o seu pai abdicar do trono. Seguindo os desejos do Imperador aposentado, seu pai, ele tentou reviver certos rituais e práticas judiciais. Por exemplo, Ninkō e todos os outros imperadores após seu pai ter sido identificado como tennō.
Seu reinado viu alguma deterioração do poder bakufu. O bakufu encontrou ainda mais problemas durante o reinado de seu filho, o imperador Kōmei. O bakufu desmoronou-se no início do reinado de seu neto, o imperador Meiji.
Entre inovações de Ninkō foi a criação do Gakushūsho (o antecessor do Gakushuin) para o Tribunal da Nobreza apenas fora do Palácio Imperial. A Tumba Imperial de Ninko (misasagi) está em Nochi no Tsukinowa no misasagi , na seção Higashiyama de Kyoto. 

## Kugyō
Kugyō é um termo coletivo para os muito poucos homens mais poderosos anexados ao tribunal do imperador do Japão, em épocas pré-Meiji.  Mesmo durante os anos em que a influência real do tribunal fora das paredes do palácio era mínima, a organização hierárquica persistiu.
Em geral, esse grupo elite incluiu apenas três a quatro homens de uma só vez. Estes eram cortesãos hereditários cuja experiência e antecedentes eles teriam trazido para o auge da carreira de uma vida. Durante o reinado Ninkō, este ápice do Daijō-kan incluiu:
- Sadaijin Sadaijin
- Udaijin Udaijin
- Nadaijin Nadaijin
- Dainagon Dainagon

## Eras
Os anos de reinado de Ninkō são mais especificamente identificadas por mais de uma era nome ou nengō.
- Bunka (1804-1818) Bunka (1804-1818)
- Bunsei (1818-1830) Bunsei (1818-1830)
- Tempō (1830-1844) Tempo (1830-1844)
- Kōka (1844-1848) Kōka (1844-1848)

## Filhos
Nota: Os filhos 8 e 9 são gêmeos.
1. Princesa Nori (1825-1827)
2. Princesa Naru (1825-1826)
3. Princesa Sumiko (1829-1881)
4. Princesa On'nan (1830-1831)
5. Princesa San (1830-1831)
6. Princesa Fusa (1831-1832)
7. Imperador Komei (22 de Julho de 1831 - 30 de Janeiro de 1867)
8. Príncipe Hitoshi (1833-1836)
9. Príncipe Moto (1833-1836)
10. Princesa Tatsu (1836-36)
11. Princesa Yuki (1837-1838)
12. Príncipe Tane (1844-1845)
13. Princesa Kazu (1846-1877)